# Енгелберт I фон Изенберг
Енгелберт I фон Изенберг (на немски: Engelbert I von Isenberg; † 1250) от рода на графовете на Алтена от род Изенберг, е от 1224 до 1226 г. за пръв път епископ на Оснабрюк и втори път от 1239 до 1250 г.

## Биография
Той е син на Арнолд фон Алтена († 1209), граф на Алтена, и съпругата му Мехтхилд († ок. 1223), дъщеря на граф Флоренц III от Холандия.
Енгелберт участва с братята си Фридрих фон Изенберг и Дитрих III фон Изенберг, епископът на Мюнстер, в заговора за убийството на архиепископ Енгелберт I от Кьолн († 7 ноември 1225). През 1226 г. той трябва да напусне службата си. След това му е простено знанието за заговора и през 1239 г. е отново епископ на Оснабрюк.